# VCP Chinandega
El VCP Chinandega fue un equipo de fútbol de Nicaragua que alguna vez jugó en la Primera División de Nicaragua, la liga de fútbol más importante del país.

## Historia
Fue fundado en agosto del año 2006 en la ciudad de Chinandega por el famoso beisbolista nicaragüense Vicente Padilla, el cual también fue el dueño del club. El club fue creado con el objetivo de que el fútbol fuese promovido en la ciudad de Chinandega a los jóvenes de la ciudad.
Su primer año de existencia lo jugaron en la Tercera División de Nicaragua, logrando en esa temporada el ascenso a la Segunda División de Nicaragua, en la cual solamente duraron una temporada porque ascendieron a la Primera División de Nicaragua para la temporada 2008/09.
En el verano del 2010, al VCP Chinandega no se le permitió jugar en la Primera División de Nicaragua debido a que no pagaron las cuotas de inscripción, por lo que el club dejó de existir.

## Palmarés
- Tercera División de Nicaragua: 1

2006/07

## Jugadores destacados
| - Darwin Ramírez - Rodrigo Ludke | - Kleber Araujo - Denis da Silva | - Carlos Alonso |

## Entrenadores
- Eduardo Vidal Alonso Gómez (2006–08)
- Flavio Da Silva (2008-2009)
- Eduardo Vidal Alonso Gómez (2009-2010)
- Omar Zambrana (2010)